# Clint Eastwood
 Denne artikel omhandler skuespilleren Clint Eastwood. Opslagsordet har også en anden betydning, se Clint Eastwood (flertydig).
Clinton "Clint" Eastwood Jr. (født 31. maj 1930) er en amerikansk skuespiller, filminstruktør, musiker og producer. Eastwood brød igennem som western-skuespiller i 1960'erne i tv-serien Rawhide, og han slog for alvor igennem som Manden uden navn i Sergio Leones spaghettiwesternfilm i Dollar-trilogien i 1960'erne, og herefter som antihelten Harry Callahan i de fem Dirty Harry-film i 1970'erne og 1980'erne. Disse roller, blandt mange andre, har gjort Eastwood til et kulturelt ikon for maskulinitet. Hans hæderesbevisninger inkluderer fire Academy Awards, fire Golden Globe Awards, tre César Awards og en AFI Life Achievement Award.
Eastwood har været nomineret til Best Actor, og han har vundet Best Director og Best Picture for sin westernfilm De nådesløse (1992) og sportsdramaet Million Dollar Baby (2004). Hans største kommercielle succes var eventyrkomedien Every Which Way but Loose (1978) og aktionkomedie-efterfølgeren Any Which Way You Can (1980). Andre populære Eastwood-film inkluderer westernfilmene Hang 'Em High (1968) og Pale Rider (1985), aktion-krigsfilmen Ørneborgen (film) (1968), fængselsfilmen Flugten fra Alcatraz (1979), krigsfilmen Elitesoldaten (1986), aktionfilmen Lige på kornet (1993) og det romantiske drama The Bridges of Madison County (1995). Hans senere værker inkluderer Gran Torino (2008), The Mule (2018),og Cry Macho (2021). Siden 1967 har Eastwoods firma Malpaso Productions produceret alle, undtagen fire, af hans amerikansk film.
Udover at have instrueret mange film med sig selv i hovedrollen, så har Eastwood også instrueret film hvor han ikke optrådte, herunder mysteriedramaet Mystic River (2003) og krigsfilmen Letters from Iwo Jima (2006), for hvilken han modtog nomineringer til Academy Award nominations, dramaet Changeling (2008) og den biografiske sportsfilm Invictus (2009). Krigsdramaet American Sniper (2014) satte en rekord for bedst sælgende film for en præmiere i januar måned og ligeledes den bedste premiere nogensinde for en Eastwood film.
I 1986 blev Eastwood valgt som borgmester for Carmel-by-the-Sea, Californien, hvor han besad embedet i 2 år. I 2000 modtog Eastwood den italienske Filmfestivalen i Venedigs pris Guldløven, der ærede hans livslange præstation. Han har ligeledes modtaget to af Frankrigs højeste civile æresprise; han blev kommandørkaptajn i Ordre des Arts et des Lettres i 1994, og i 2007 modtog han Æreslegionens medalje.

## Karriere

### Tidligere arbejde
Eastwoods debut som skuespiller foregik i en birolle som laboratorieassistent i 1955 i filmen Revenge of the Creature. I de følgende tre år havde han småroller i filmene Lady Godiva of Coventry, Never Say Goodbye og Escapade in Japan, samt en rolle som speaker i Francis in the Navy. I 1959 optrådte han som gæst i tv-serien Maverick, hvor James Garner spiller hovedrollen.
Eastwood fik sit gennembrud som skuespiller i rollen som Rowdy Yates i CBS' tv-westernserie Rawhide i sommeren 1958. Personligt var han ikke helt tilfreds med rollen, idet han, i en alder af 28, følte, at figuren var for ungdommelig til, at han kunne identificere sig med den. Rawhide havde premiere i januar 1959 og nåede efter blot tre uger top 20 i tv-ratings. Selv om serien aldrig vandt en Emmy, var den en stor succes i adskillige år med et højdepunkt i seertallene mellem oktober 1960 og april 1961. Optagelserne af episoderne til Rawhide, som blev indspillet i årene 1959–65, var nogle af de største udfordringer i Eastwoods karriere. Han filmede ofte seks dage om ugen i op mod 12 timer dagligt. Selv om dens popularitet dalede i løbet af 1963, fortsatte Rawhide indtil 1965, hvor Eastwood tjente $119.000, mens han i den første sæson blot fik udbetalt $750 for hver optræden.

### Manden uden navn
I slutningen af 1963 blev Eastwoods co-star Eric Fleming fra Rawhide tilbudt hovedrollen i en italiensk western, som skulle optages i Spanien af den dengang ret ukendte instruktør Sergio Leone. Fleming fandt ikke tilbuddet tilstrækkeligt attraktivt og afslog. Richard Harrison, som havde et godt kendskab til amerikanske westerns, foreslog Clint Eastwood, som han mente, kunne spille rollen som cowboy med overbevisning. Leone studerede herefter en episode af Rawhide, og selv om han umiddelbart var mest interesseret i Fleming, bemærkede han, at Eastwood med sin tilbagelænede stil ofte "stjal" opmærksomheden fra Fleming.
Clint Eastwood blev engageret til hovedrollen i En nævefuld dollars på en kontrakt, der gav $15.000 i løn for elleve ugers arbejde samt en bonus i form af en Mercedes ved engagementets afslutning.
I denne film fra 1964 fik Eastwood sit gennembrud som skuespiller i hovedrollen som manden uden navn. Leone omplantede Akira Kurosawas Yojimbo til en westernby i det mexikanske-texanske grænseområde, og den faldt godt ind i tidsånden, hvor begrebet antihelt var ved at blive født. Filmen vakte opsigt for sin specielle billedstil, men også for sin kynisme og voldsomhed. Efterfølgeren Hævn for dollars og især den tredje film i Leones trilogi Den gode, den onde og den grusomme har givet Eastwood kultstatus inden for western-genren.
Eastwood har senere udtalt om sin forvandling fra tv-westernhelt til helten i En nævefuld dollars: "I Rawhide blev jeg forfærdelig træt af rollen som den konventionelle pæne fyr. Helten, som kysser ældre damer og hunde og opfører sig venligt overfor alle og enhver. Jeg besluttede derfor, at tiden var kommet til at spille antihelt." Eastwood medvirkede derfor selv til at skabe figuren Manden uden navn og give denne sit særlige karakterpræg.
Dog måtte han som ikke-ryger bøje sig for Sergio Leones krav om, at det var afgørende for skabelsen af den ensomme hævner, at denne var cigarryger.
En nævefuld dollars var en milepæl i udviklingen af spaghettiwesterns med Leone som skaber af en mere lovløs og ensom helt i en trøstesløs verden end de traditionelle westerns, ligesom den udfordrede den amerikanske stereotyp om en western-helt. Manden uden navn var en nyskabelse inden for genren, og det er hans moralske tvetydighed, der har givet ham betegnelsen antihelt. Filmens umiddelbare succes i Europa bidrog til, at Eastwood blev en af de store stjerner i italiensk film. På denne baggrund blev han tilbudt hovedrollen i Hævn for dollars (1965), den anden film i trilogien. Rettighederne til denne og den afsluttende film i trilogien Den gode, den onde og den grusomme blev solgt til United Artists for omkring $900.000. Trilogien blev dog først frigivet i USA i 1967, hvor alle tre film fik stor kommerciel succes, og den fastslog Eastwoods ry som en af de store filmstjerner. Hovedårsagen til filmenes sene udgivelse i USA var, at filmselskabet frygtede en retssag om ophavsretten til En nævefuld dollars.
Lee Van Cleef, som havde spillet tæt sammen med Eastwood i Hævn for dollars, og Eli Wallach, som var kendt som karakterskuespiller, blev castet til de to store biroller i Den gode, den onde og den grusomme. Eastwood stillede store krav for at medvirke, et honorar på $250.000, endnu en Ferrari og 10 % af overskuddet i USA, hvis filmen blev udgivet der. Han mente, at rollen som Tuco (Wallach) overskyggede hans egen rolle og sagde til Leone:
"I den første film var jeg alene. I den anden var vi to. Her er vi tre. Hvis det fortsætter ad dette spor, vil jeg i den næste være stjerne sammen med det amerikanske kavaleri."
De fleste amerikanske anmeldelser af trilogien var meget negative, hvilket markerede starten på Eastwoods kamp for at vinde kritikernes respekt. Time havde dog opmærksomheden rettet mod skuespillerpræstationerne og fremhævede især Eastwoods fremtræden, støttet af nogle få andre, bl.a. Vincent Canby og Bosley Crowther fra The New York Times.
Ved afslutningen af den tredje Leone-film var Eastwood blevet træt af instruktørens perfektionisme og insisteren på at filme samme scene fra mange forskellige vinkler. Eastwood afviste derfor at spille rollen som Harmonica i Vestens hårde halse i (1968), selv om Leone personligt fløj til Los Angeles for at udlevere manuskriptet til ham. I stedet fik Charles Bronson rollen.

### 1967 - 1979
Samtidig med indspilningerne af trilogien havde Eastwood påtaget sig forskellige roller i andre film. Baseret på indtægterne fra trilogien fik Eastwood i samarbejde med sin manager Irving Leonard etableret Malpaso Productions, et produktionsselskab navngivet efter hans ejendom i Monterey County. Leonard blev præsident for selskabet og indgik i 1967 i et samarbejde med United Artist om Klyng dem op. Filmen er en ret brutal western, hvor Eastwood spiller rollen som en mand, der overlever en hængning og derefter søger hævn over sine fjender. Eastwood fik betydelig indflydelse på castingen til filmen samt et honorar på $400.000 og 25 % af nettoindtægterne. Filmen blev straks efter lanceringen en stor publikumssucces og indspillede flere indtægter end Den gode, den onde og den grusomme havde gjort. Overskuddet fra filmen medvirkede til, at Malpaso blev en magtfaktor som uafhængigt selskab i Hollywood og understøttede Eastwoods betydning for United Artists, som med denne film fik sit hidtil største overskud på et enkelt projekt.
Sideløbende hermed arbejdede han på filmen Coogan's Bluff. Universal Studios tilbød ham $1 million i honorar, hvilket mere end fordoblede hans tidligere indtjening på en enkelt film. Universals direktør Jennings Lang engagerede først Alex Segal som instruktør, men måtte opgive denne plan og foreslog i stedet Don Siegel som ny instruktør. Eastwood var ikke bekendt med Siegels tidligere arbejder, men Lang arrangerede et møde mellem dem, hvor de blev gode venner og påbegyndte et tæt samarbejde, som fortsatte i en årrække. Filmen blev en stor publikumssucces i USA. I denne politifilm spillede han en ranger fra Arizona, der skal finde en undsluppen forbryder i New York, hvilket dannede grundlag for tv-serien McCloud.
Brian G. Hutton instruerede i 1968 krigsfilmen Ørneborgen, hvor Richard Burton optrådte som leder af en gruppe, der skulle erobre Gestapos hovedkvarter i bjergene. Eastwood spillede rollen som hans næstkommanderende og fik et honorar på $850.000 for sin deltagelse. Kort før jul 1969 døde Eastwoods manager gennem adskillige år, Irving Leonard, i en alder af blot 53 år. Han blev erstattet med Bob Daley, som efter Leonards ønske fik en fremtrædende rolle i produktionen, assisteret af Roy Kaufman og Howard Bernstein.
I Når guldfeberen raser, der blev indspillet i 1969, spillede Eastwood bl.a. sammen med Lee Marvin i en musical-komedie, hvor de to mandlige hovedpersoner deler samme kone. I sin næste film Han kom, Han så, Han skød (1970) var Eastwood vendt tilbage til samarbejdet med Don Siegel, der instruerede denne western-komedie, som havde Shirley MacLaine i den kvindelige hovedrolle. Eastwood spiller her stadig den mystiske, ubarberede fremmede, som ryger cigar, men samtidig er der stærke elementer af den komedietradition, han havde lanceret i Når guldfeberen raser. Senere i karrieren byggede Eastwood videre på at forene disse to ingredienser i sine film.
Kort efter var der premiere på Kellys Helte, endnu en krigsfilm instrueret af Brian G. Hutton. Den blev optaget i Jugoslavien og London i 1969. Det var den sidste film med deltagelse af Eastwood, som ikke var produceret af hans eget selskab Malpaso Productions. Denne film fik fortrinsvis positive anmeldelser for sin antikrigsindstilling.
En mand, syv kvinder kom på plakaterne i 1971. Den blev instrueret af Don Siegel, men Eastwood havde stor indflydelse på handlingen, blandt andet scenen, hvor han får amputeret et ben, som fører til, at han afgår ved døden i slutningen af filmen. Filmen fik premiere i april 1971 og blev publikumsmæssigt en fiasko.
Allerede under optagelserne af Rawhide havde Eastwood interesseret sig for instruktion, og han foreslog blandt andet, at en scene med en bissende flok kvæg kunne forbedres ved, at han red ind i flokken med et kamera på hesten. Det førte til, at han fik lov til at instruere nogle trailere, men ikke et afsnit af selve serien. Leones stil inspirerede ham også til at instruere, især måden, hvorpå denne filmede nærbilleder og ændrede genrens konventioner om skudscener.
Hans drøm om helt selvstændigt at instruere en film blev virkeliggjort med Mørkets melodi, indspillet i 1971. Dette blev et markant vendepunkt for Eastwood, idet hans første film som instruktør var meget forskellig fra hans tidligere filmoptrædener.) Filmoptagelserne startede i Monterey i september 1970 og inkluderede optagelser fra årets Monterey Jazz Festival. Filmen handler om en jazz-discjockey (Eastwood), der har en tilfældig affære med en kvindelig lytter, spillet af Jessica Walter. Filmen fik fine anmeldelser, hvor det dramatiske samspil mellem de to hovedrolleindehavere blev fremhævet.
Da Sean Connery samme år bekendtgjorde, at han ville stoppe sine optrædener som James Bond, blev Eastwood tilbudt rollen, men han afslog høfligt med den begrundelse, at kun en engelsk skuespiller kunne spille denne rolle.
Dirty Harry fra 1971 var Eastwoods debut som Harry Callahan. I denne første af fem film om politiofficeren skabte Eastwood prototypen på en ny slags filmdetektiv: en som ikke tøver med at overskride professionelle og etiske grænser i jagten på sin egen form for retfærdighed, især når loven håndhæves dårligt af et udueligt bureaukrati. Dirty Harry-arketypen viger heller ikke tilbage fra at dræbe: i alle Dirty Harry-filmene ser man Callahan dræbe kriminelle, der ofte er psykotiske mordere. Han retfærdiggør denne adfærd ved at sige, at den "skaber resultater" ved at reducere kriminaliteten. Denne begrundelse gør sjældent indtryk på hans overordnede, som ofte truer ham med suspension og afsked. Callahans signaturvåben er en Smith & Wesson Model 29 .44 Magnum revolver, som han bruger i alle filmene. Revolverens fremtrædende rolle i filmene gjorde den øjeblikkeligt til en populær salgsvare i USA.
Hans næste hovedrolle var i en western Joe Kidd (1972), som er baseret på en virkelig hændelse, hvor Reies Lopez Tijerina havde indtaget en retsbygning i Tierra Amarilla, New Mexico i juni 1967. Under indspilningerne fik Eastwood symptomer på en infektion i bronkierne og blev flere gange angrebet af panik. I 1973 instruerede Eastwood for første gang en western, En fremmed uden navn, hvor han også havde hovedrollen. Filmens moralske og overnaturlige tema blev senere udbygget i Pale Rider (1985). Plottet var det på dette tidspunkt et velkendt tema, med Eastwood som en mystisk fremmed, der bliver hyret til at beskytte et lille samfund mod tre banditter, der står foran løsladelse. Der er nogle svagheder i plottet, som dog kompenseres ved sort humor, tydeligt inspireret af Leone. John Wayne, som havde afslået en af de større roller i filmen, skrev et brev til Eastwood kort efter premieren, hvor han beklagede sig over, at ”landsbyens beboere ikke repræsenterede den sand ånd hos de amerikanske pioneer, den ånd, som gjorde Amerika stort".
På dette tidspunkt begyndte han at prikke hul i det hårdkogte image, han havde fået som Manden uden navn og Dirty Harry. Det var allerede så småt påbegyndt i En mand, syv kvinder. Eastwoods næste projekt var således instruktionen af Hun hed Breezy (1973), en film om en kærlighedsaffære mellem en midaldrende mand og en teenagepige. Under castingen til denne film stødte Eastwood på Sondra Locke for første gang, hvilket blev anledningen til hendes medvirken i betydelige roller i seks af hans film i løbet af de følgende ti år. Selv om Eastwood havde bemærket Lockes talent, fik Kay Lenz hovedrollen i Breezy, hvor William Holden spillede rollen som den midaldrende mand.
Efter at have indspillet den anden film i Dirty Harry-serien, Dirty Harry går amok (Magnum Force), spillede Eastwood i 1974 hovedrollen i Thunderbolt and Lightfoot, en krimikomedie, hvor Jeff Bridges blev nomineret til en Oscar for bedste mandlige birolle.
I 1975 var han tilbage som instruktør, men samtidig indehaver af hovedrollen i Kold hævn, hvor han spiller en tidligere revolvermand, der har ændret sin løbebane og er blevet professor; imidlertid beslutter han sig for at vende tilbage til sin gamle "profession" en enkelt gang mere. For at kunne spille rollen måtte Eastwood lære bjergbestigning, før optagelserne startede i Grindelwald den 12. august 1974. Filmen blev kommercielt en fiasko, og Eastwood anklagede Universal Studios for dårlig promovering af den. Han brød herefter med selskabet og skrev kontrakt med Warner Bros.. Dette samarbejde løber stadig i 2025.
Øje for øje fra 1976 er en western, inspireret af Asa Carters roman fra 1972 med samme titel. Hovedrollen som Josey Wales (spillet af Eastwood) er lederen af en deling af sydstatshæren, der opererer som guerilla, fordi den har nægtet at overgive sig efter afslutningen af Den amerikanske borgerkrig. Sondra Locke, som Eastwood havde lagt mærke til under castingen til Breezy, var for første gang indehaver af den kvindelige hovedrolle i en film med Eastwood. Efter premieren i sommeren 1976 blev filmen rost af de fleste kritikere, som så Eastwoods rolle som "ikonisk" i bedømmelsen af USA's tidlige historie og nationens betingelser efter borgerkrigen. Roger Ebert sammenlignede styrken i Eastwoods portræt af Josey Wales med hans "mand uden navn" i Leones trilogi og roste filmens atmosfære. Filmen var på listen over Time's "Top 10 Film fra året 1976".
Eastwood blev tilbudt rollen som Benjamin L. Willard i Francis Coppolas Apocalypse Now, men afslog, fordi han - i denne periode, hvor han havde flere projekter i gang - ikke kunne finde tid til at tilbringe flere uger på Filippinerne, hvor store dele af optagelserne foregik. Han afslog også et tilbud om en større rolle i en anden film omhandlende Vietnamkrigen. I stedet gik han i gang med indspilningen af den tredje Dirty Harry-film, Dirty Harry renser ud (The Enforcer) (1976), som blev hans hidtil største salgssucces med en indtjening på $100 million på verdensplan.
I 1977 var Eastwood både instruktør og indehaver af hovedrollen i Pansernæven med Locke i den kvindelige hovedrolle og Pat Hingle, William Prince, Bill McKinney og Mara Corday i andre større roller. Eastwood spiller en alkoholiseret politibetjent, som får til opgave at eskortere en prostitueret (Locke) fra Las Vegas til Phoenix, hvor hun skal vidne mod er fremtrædende medlem af mafiaen. Denne opgave er yderst vanskelig at gennemføre, fordi mange tvivlsomme elementer er interesserede i at undgå kvindens vidneudsagn. Filmen blev en moderat publikumssucces og fik som de fleste af Eastwoods 1970'er-film en blandet modtagelse hos anmelderne.
Året efter havde han hovedrollen i Bankekød til slemme drenge, hvor han spiller en trucker, der leder efter sin forsvundne kæreste (Locke), ledsaget af sin bror, spillet af Geoffrey Lewis) og en orangutang ved navn Clyde. Filmen er i højere grad en komedie end en spændingsfilm med mange absurde scener, men blev en stor kommerciel succes bade i biograferne, men også som box-udgave.
Eastwoods næste opgave var hovedrollen som Frank Morris i filmen Flugten fra Alcatraz, indspillet i 1979. Filmen er en rekonstruktion af den muligvis eneste vellykkede flugt fra det berygtede amerikanske fængsel på øen Alcatraz. Den blev produceret af Paramount og blev officielt instrueret af Don Siegel. Imidlertid opstod der uoverensstemmelser mellem denne og Eastwood under optagelserne. Problemerne udviklede sig til "en konstant kamp .. om kontrollen med hvert eneste aspekt af filmen", som blev den sidste i rækken af film, hvor de to samarbejdede. Frank Rich fra Time var en af en række anmeldere, der vurderede filmen som yderst vellykket, "opfindsom, præcis og spændende". The New York Times' anmelder undlod at nævne Siegels instruktion, men skrev begejstret om hovedrolleindehaveren:
| Citat | Mr. Eastwood indfrier rollens og filmens krav på en måde, som formentlig ingen anden skuespiller ville kunne gøre." | Citat |
|       | |       |

### 1980'erne
1970'erne var årtiet, hvor Eastwood havde markeret sig som en af de mest produktive filmskabere - både som instruktør og skuespiller - og hans selskab Malpaso var blandt de mest succesrige i branchen. Alligevel valgte han i begyndelsen af 1980 at gennemføre fyringer og en større rokade blandt de ansatte, formentlig for at konsolidere sin kontrol med virksomheden i alle led.
Disse initiativer blev gennemført kort efter premieren på Bronco Billy, hvor Eastwood har hovedrollen som en ejeren af et Wild West Show, der er i økonomiske vanskeligheder. Filmen fik fine anmeldelser, og soundtracket med countrymusik blev populært, men publikum svigtede i biograferne. Richard Schickel har i sin biografi over Eastwood argumenteret for, at Bronco Billy er Eastwoods mest selvbiografiske karakter.
Filmen var en af de relativt sjældne kommercielle fiaskoer i Eastwoods karriere, men blev rost af mange anmeldere, bl.a. andre Janet Maslin i The New York Times, som roste instruktionen og fandt, at filmen var "the best and funniest Clint Eastwood movie in quite a while".
Senere samme år var Eastwood indehaver af hovedrollen i efterfølgeren til Bankekød til slemme drenge, Seje bøffer og hårde bananer, som var blandt årets fem mest indtjenende film.
I 1982 instruerede Eastwood Honkytonk Man, hvor han også havde hovedrollen som en westernmusiker, der lider af tuberkulose. Han er i den centrale del af denne film på vej til Nashville, Tennessee, hvor han skal medvirke i en optagelse af en countrysang. På denne rejse bliver han ledsaget af en ung nevø, som spilles af hans egen søn, Kyle. Filmens blanding af humor og tragedie blev kritiseret af de amerikanske anmeldere, men fik en meget fin omtale i Frankrig. Filmen er senere blevet rangeret med den meget høje rating på 93 % på Rotten Tomatoes. Tidligere samme år havde Eastwood instrueret og produceret Firefox, en film om den kolde krig, hvor han også havde hovedrollen. Den havde imidlertid premiere efter frigivelsen af Honkytonk Man.
Den fjerde Dirty Harry-film, Dirty Harry vender tilbage, blev i modsætning til de tre foregående instrueret af Eastwood. Den blev optaget i sommeren 1983 og omtales som den mest dystre og voldelige i serien om Harry Callahan. Filmen blev den sidste, hvor han spillede sammen med Locke. Hun spiller en kunstner, der sammen med sin søster har været udsat for massevoldtægt. Manuskriptet blev oprindelig sendt til Locke af Earl Smith, men Eastwood så mulighederne for at omplante handlingen til en Dirty Harry-film og købte rettighederne til manuskriptet. Udtrykket "Go ahead, make my day", som stammer fra en scene tidligt i filmen, bliver nævnt som en af filmhistoriens udødelige replikker, og blev bl.a. benyttet af Ronald Reagan i en tale til kongressen og senere under dennes genvalgskampagne til præsidentembedet i USA i 1984. Filmen blev ikke blot den næststørste kommercielle succes blandt Dirty Harry-filmene med en indtjening på $70 millioner, men opnåede også særdeles positive anmeldelser. Eastwood fik på dette tidspunkt af karrieren 60 % af overskuddet fra de film, hvor han både instruerede og var indehaver af hovedrollen.
I Tightrope fra 1984 spillede Eastwood en politibetjent, som efter en skilsmisse bliver fascineret af sadomasochisme. Filmen foregår i New Orleans for at undgå, at dens hovedperson forveksles med Dirty Harry-serien. Tightrope var både et anmelder- og et kommercielt hit og blev den fjerde bedst indtjenende film i 1984. Eastwood havde samme år hovedrollen i en krimikomedie City Heat, hvor han spillede sammen med Burt Reynolds i en film, der handler om forbudstiden i USA i 1930'erne.
"Westerns. En for længst svunden tid, hvor pioneren, den ensomt arbejdende mand, kæmper sin kamp uden at blive anerkendt af samfundet. Ofte handler denne genre om en eller anden form for hævnakt; helten sørger selv for, at hævnen fuldbyrdes, uden at han involverer politiet. Ligesom Robin Hood. Det er den sidste maskuline frontier. En romantisk myte, forestiller jeg mig, selv om det er svært at tænke på romantik nu om dage. I en western kan du forestille dig, "Jesus, der var engang, hvor manden var alene, på hesteryg, derude, hvor ingen endnu havde ødelagt naturen."
Eastwood havde sin eneste optræden som tv-instruktør i 1985-episoden "Vanessa in the Garden" fra Amazing Stories med Harvey Keitel og Locke i hovedrollerne. Det var samtidig hans første samarbejde med Steven Spielberg, som senere assisterede i indspilningerne af Flags of Our Fathers og Letters from Iwo Jima. Samme år vendte han tilbage til western-genren, da han instruerede og var hovedrolleindehaver i Pale Rider, som er baseret på en 1953 western Shane. En mystisk præst ankommer i 1850 til et område, hvor der graves efter guld, og han forsvarer med våben i hånd de lovlydige mod angreb fra de lovløse. Pale Rider er en af Eastwoods mest succesrige film indtil 2025. Den blev hyldet som en af de bedste film i 1985 og den bedste western i årtiet, med bl.a. ros fra Gene Siskel fra Chicago Tribune:
"Dette år (1985) vil gå over i filmhistorien som tidspunktet, hvor Eastwood endelig fik den respekt, han fortjener som en sand kunstner".
I 1986 havde instruerede Eastwood Elitesoldaten, hvor han også spillede hovedrollen. Filmen blev både en kommerciel succes og generelt rost af kritikerne. Den indtjente $70 millioner i USA. I 1988 indspillede han den sidste Dirty Harry-film, Dødsspillet. Den havde en relativ lav indtjening for en Dirty Harry-film og blev generelt anmeldt som den mindst interessante i serien, selv om Roger Ebert anså den for at være på højde med originalen.
Eastwood havde længe ønsket at lave smallere og mere intense film, og i 1988 instruerede han Bird, som handler om jazzmusikeren Charlie Parker. Filmen indbragte ham to Golden Globes. Både denne film og efterfølgeren fra 1989 Pink Cadillac blev kommercielle fiaskoer.

### 1990'erne
I 1990-filmen instruerede Eastwood Hvid jæger, sort hjerte. Filmen handler om John Hustons instruktion af klassikeren Afrikas dronning fra 1951. Eastwood optog filmen i Zimbabwe i sommeren 1989, suppleret med nogle få optagelser i England.. Den lille hjuldamper, som anvendes i filmen er den samme, som Humphrey Bogart spiller kaptajn på i den originale film. I slutningen af filmen dræber Huston en elefant på trods af, at han i sine erindringer An Open Book fra 1980 skrev, at han aldrig havde dræbt en elefant, fordi han opfattede dette som en "synd". Filmen fik en del rosende omtale af kritikerne, men var kun kortvarigt på biografernes repertoire i USA.
Koldt bly og varme øretæver blev optaget i efteråret 1990 med Eastwood som instruktør og som skuespiller i samspil med Charlie Sheen. Filmen indtjente $43 millioner alene i USA, men trods dens store succes hos publikum fik den dårlige anmeldelser. 1991 blev det blot tredje år indtil da i karrieren, hvor Eastwood ikke havde en premiere i biograferne.

#### De nådesløse
1992 blev et skelsættende år for Eastwood, som instruerede, producerede og havde hovedrollen i De nådesløse, som har Gene Hackman, Morgan Freeman, Richard Harris, Saul Rubinek og Frances Fisher i andre større roller.
Filmen fortæller historien om William Munny, en ældre revolvermand som påtager sig et sidste job, efter at have været landmand i en årrække. Sammen med sin ven, spillet af Morgan Freeman, påtager han sig at straffe en mand, der har skamferet en prostitueret. Men sheriffen i byen, spillet af Gene Hackman, gør alt for at jage hævnerne ud af byen. Filmen er blevet beskrevet som en dyster western, der sætter fokus på de grimmere aspekter af vold og myten om "det gamle vesten", blandt andet i en scene, hvor en ung fyr, der har sluttet sig til Munny, dræber en mand, mens denne er på WC.
Eastwood dedikerede filmen til sine tidligere instruktører og mentorer Don Siegel og Sergio Leone. Filmen var nomineret til ni og vandt fire Oscars – bedste mandlige birolle (Hackman), bedste instruktør, bedste klipning og bedste film. Eastwood var også nomineret til en Oscar for bedste mandlige hovedrolle, men tabte til Al Pacino i En duft af kvinde. Eastwood havde under markedsføringen for filmen dels overladt reklamekampagnen til Warner, dels deltaget i et landsdækkende tv-show, hvilket var atypisk ham.
Filmen blev også en stor kommerciel succes, som alene i premiere-weekenden indtjente mere end $15 millioner og i alt solgte billetter for mere end $100 millioner i Nordamerika.
I 1993 spillede Eastwood rollen som Frank Horrigan, en skyldtynget agent fra CIA i spændingsfilmen Lige på kornet med John Malkovich og Rene Russo i andre større roller. Filmen var instrueret af Wolfgang Petersen. Eastwoods rolle er præget af, at Horrigan i sin ungdom ikke var i stand til at reagere hurtigt nok til at redde John F. Kennedys liv. Eastwood fik manuskriptet til gennemlæsning i foråret 1992 og bemærkede: "Det er næsten skrevet direkte til mig". Indtil 2012 var det sidste gang, han optrådte i en film, som han ikke selv instruerede. Filmen var i top 10 blandt de mest efterspurgte i 1993 og indtjente $102 millioner i Nordamerika alene. Senere i 1993 instruerede Eastwood A Perfect World, hvor han selv spillede en af hovedrollerne sammen med Kevin Costner. Den foregår i 1960'erne og handler om en dømt person, der jages af politiet. Dens internationale succes med en indtjening på over $100 millioner kompenserede for den relativt beskedne indtjening på $31 millioner i Nordamerika. Denne film fik generelt fine anmeldelser, selv om nogle mente, at den med sine 138 minutter var for lang. The New York Times bemærkede, at filmen var den hidtil største præstation af Eastwood som instruktør: "Den giver nye perspektiver på emnet om mænds legitime rettigheder over deres børn.".Den har opnået en score på 85 % på Rotten Tomatoes. Den er i årene efter sin premiere blevet beskrevet som en af Eastwoods mest undervurderede præstationer som instruktør. Dog ikke af Cahiers du cinéma, som valgte den som den bedste film fra 1993.
I maj 1994 besøgte Eastwood Cannes Film Festival 1994, hvor han modtog den franske ærespris medal of Comandeur de l'Ordre des Arts et des Lettres.
Eastwood fortsatte med at udvide sit repertoire ved at instruere og spille sammen med Meryl Streep i et kærlighedsdrama Broerne i Madison County (1995). Filmen er baseret på en roman af Robert James Waller. Den var en publikumstræffer, som indtjente $71 millioner i Nordamerika. Den blev også populær i Europa, og den var nomineret til en Golden Globe. Den vandt en César Award i Frankrig for bedste udenlandske film. Streep var ligeledes nomineret til en Golden Globe og desuden en Oscar for bedste kvindelige hovedrolle. Anmelderen Roger Ebert bemærkede at "Streep og Eastwood skaber en fortryllelse, som er baseret på den særlige kendskab til kærlighed og personlighed, som følger med det at blive midaldrende."
Selv om filmen ikke indbragte en Oscar, kunne Eastwood ved prisuddelingen glæde sig over modtagelsen af den særlige ærespris Irving G. Thalberg Memorial Award den 27. marts 1995.
I 1997 var Eastwood instruktør og hovedrolleindehaver I den politiske thriller Absolute Power. Han spillede sammen med Gene Hackman (som ligeledes optræder i De nådesløse). Eastwood spiller rollen som en professionel tyv, som under et indbrud må skjule sig for nogle Secret Service-agenter, der planlægger et røgslør, der skal dække over et drab. Filmen fik blandede anmeldelser fra kritikerne.
Senere i 1997 instruerede Eastwood Midnat i det gode og ondes have baseret på en roman af John Berendt. De væsentligste roller blev spillet af John Cusack, Kevin Spacey og Jude Law. Denne film blev ikke nogen større succes og fik meget blandede anmeldelser.
Eastwoods næste film som instruktør og hovedrolleindehaver var True Crime, som havde premiere i 1999. Han spiller rollen som Steve Everett, en journalist, som kæmper mod et tidligere alkoholmisbrug. Han får til opgave at rapportere fra en henrettelse af en morder, spillet af Isaiah Washington. Filmen blev en kommerciel fiasko, der indtjente mindre end halvdelen af udgiften ved produktionen (som var $55 millioner) og blev dermed sammen med Hvid jæger, sort hjerte den dårligst sælgende af Eastwoods 1990’er-film.

### 2000'erne
I år 2000 var Eastwood instruktør, ligesom han spillede en af hoverollerne i Space Cowboys, sammen med Tommy Lee Jones, Donald Sutherland og James Garner. Eastwood spillede en af flere veteraner, der tidligere havde været testpiloter. I filmen er deres opgave at rejse ud i rummet og reparere en ældre sovjetisk satellit. Musikken, som blev komponeret til denne film, er skrevet af Eastwood i samarbejde med Lennie Niehaus. Space Cowboys blev fint modtaget af kritikerne og har 79 % rating på Rotten Tomatoes. Dog mente Roger Ebert, at filmen var "for tryghedssøgende i sin traditionelle fortællestruktur til at bringe noget risikofyldt i spil." Filmen indtjente mere end $90 millioner efter premieren i USA alene, hvilket var mere end Eastwoods to foregående film tilsammen. I 2002 spillede Eastwood en tidligere FBI-agent, der jager en sadistisk morder, spillet af Jeff Daniels i thrilleren Blood Work, som er løst baseret på en roman af samme navn fra 1998 af Michael Connelly. Filmen var en kommerciel fiasko, og den indtjente blot $26,2 millioner, ca. halvdelen af dens budget. Eastwood vandt dog Future Film Festival Digital Award ved Venedig Film Festival for denne film.
"Clint er en sand kunstner i enhver henseende. På trods af sine år, hvor han var på toppen inden for sit virke og de legendariske film han har lavet, har han altid fået os til at føle os tilpas og værdsatte på settet og har behandlet os som ligeværdige."
Eastwood instruerede i 2003 Mystic River), en film der både handler om drab, seksuelt misbrug og selvtægt. Hovedrollerne blev spillet af Sean Penn, der vandt en Oscar for bedste mandlige hovedrolle, og Tim Robbins, der vandt samme pris for bedste mandlige birolle. Eastwood var samtidig nomineret som "bedste instruktør" og til prisen for "bedste film", men vandt ingen af disse priser. Filmen indtjente $90 millioner alene i USA, hvilket var tre gange mere end dens budget på ca. $30 millioner.
Året efter modtog Eastwood yderligere kommerciel succes som instruktør, producer og indehaver af den mandlige hovedrolle i boksedramaet Million Dollar Baby. Her spiller han en boksetræner, som fører en kvindelig bokser frem til verdenstoppen. Morgan Freeman spiller rollen som hans ven og "scout", der har set kvinden, spillet af Hilary Swank og overbevist ham om hendes potentiale. Filmen vandt fire Oscars, hvoraf Eastwood modtog to for bedste film og bedste instruktion, mens Swank vandt prisen for "bedste kvindelige hovedrolle" og Freeman udnævntes til "bedste mandlige birolle. I en alder af 74 blev Eastwood hermed den ældste af i alt 18 instruktører, der har vundet mere end én pris for bedste film ved Oscaruddelingerne. Eastwood blev også nomineret som bedste mandlige hovedrolle, ligesom han var indstillet til en Grammy. I The New York Times roste A.O. Scott filmen som et mesterværk og betegnede den som årets bedste film.
I 2006 instruerede Eastwood to film om 2. verdenskrig. Begge handler om Slaget om Iwo Jima. Den første, Flags of Our Fathers, er inspireret af de soldater, der hejste det amerikanske flag på toppen af bjerget Mount Suribachi. Eastwoods søn Scott fik samtidig sin debut som skuespiller. Den næste film, Letters from Iwo Jima, inddrog taktikken, som blev udøvet af japanske soldater på øen, og de breve, de skrev hjem til deres familier. Letters from Iwo Jima var den første amerikanske film, som omhandlede et krigstema udelukkende fra en fjendtlig krigsmagts synspunkt. Begge film blev meget rosende omtalt af kritikerne og opnåede flere nomineringer ved den 79. Oscaruddeling, blandt andet til Eastwood for bedste instruktion (Letters from Iwo Jima). Eastwood måtte dog nøjes med en Golden Globe til Letters from Iwo Jima, som vandt prisen som "bedste udenlandske film" i Cannes.
Eastwoods næste instruktion var af filmen Changeling i 2008. Den er baseret på en virkelig historie i de sene 1920'ere. Angelina Jolie har hovedrollen som en kvinde, der bliver genforenet med sin forsvundne søn, blot for at opdage, at han er en bedrager. Efter premieren ved flere filmfestivaler blev filmen en publikumssucces, der indtjente $110 millioner, hvoraf de fleste kom fra fremvisninger uden for USA. Filmen blev meget rosende omtalt, bl.a. af Damon Wise i Empire, hvor Changeling blev karakteriseret som "fejlfri". Todd McCarthy fra Variety kaldte den "emotionally powerful and stylistically sure-handed", og tilføjede, at filmens karakterer træder ind i fortællingen med en næsten åndeløs spænding.
Eastwood afsluttede en fireårig selvvalgt afholdenhed fra selv at medvirke i en af sine film, da han spillede en af hovedrollerne i Gran Torino. Han instruerede selv og var ligeledes producer på filmen. I sin biografi kalder Marc Eliot Eastwoods rolle "en sammensmeltning af manden uden navn, Dirty Harry og William Munny, her i en ældet og kynisk udgave, hvor han er villig til at bekæmpe hvem som helst, når behovet herfor opstår." Gran Torino indtjente næsten $30 millioner alene i den første weekend efter premieren i januar 2009. Gran Torino indtjente i alt over $268 millioner i biografer verden over og blev dermed den indtil da bedst sælgende film i Eastwoods karriere (uden justeringer for inflation).
Eastwoods 30. arbejde som instruktør var med filmen Invictus, der er baseret på det sydafrikanske landshold i rugby og dettes resultater i VM i rugby 1995. Filmen har Morgan Freeman i rollen som Nelson Mandela, Matt Damon som rugbyholdets anfører François Pienaar og Grant L. Roberts som Ruben Kruger. Roger Ebert gav den 3½ stjerne og omtalte den som "...en virkelig god film... der har momenter, som fremkalder stærke følelser," mens Variety's Todd McCarthy skrev om filmen: "Inspirational on the face of it, Clint Eastwood's film has a predictable trajectory, but every scene brims with surprising details that accumulate into a rich fabric of history, cultural impressions and emotion." Eastwood blev nomineret til bedste instruktør ved det 67. Golden Globe Award, men vandt ikke prisen.

### 2010'erne
I 2010 instruerede Eastwood filmen Hereafter, hvor han igen samarbejdede med Matt Damon, der spillede en synsk person. Filmen havde verdenspremiere d. 12. september 2010 under Toronto International Film Festival 2010 og havde herefter begrænset udgivelse i oktober. Hereafter modtog blandede anmeldelser, og konsensus på Rotten Tomatoes er at "selvom det er tankevækkende præmisser og Clint Eastwoods typiske flair som instruktør, så formår Hereafter ikke at generere noget overbevisende drama, og går fra gribende sentimentalitet til utroværdig kedsomhed." Det samme år fungerede Eastwood som executive producer for Turner Classic Moviess (TCM) dokumentar om jazzpianisten Dave Brubeck, Dave Brubeck: In His Own Sweet Way, som fejring af Brubecks 90-års fødselsdag.
I 2011 instruerede Eastwood J. Edgar, der var en biografisk film om FBIs direktør J. Edgar Hoover med Leonardo DiCaprio i titelrollen. Filmen modtog blandede anmeldelser, selvom DiCaprios præstation som Hoover blev rost. Rotten Tomatoes' konsensus var at "Leonardo DiCaprio giver en forudsigelig kraftpræstation, men J. Edgar snubler i alle andre afdelinger". Roger Ebert skrev at filmen var "fascinerende", "mesterlig", mens han også roste DiCaprios præstation. David Edelstein fra New York Magazine, der også roste DiCaprio, skrev at "det er ærgerligt af J. Edgar er så uformelig og saftspændt og sløv, så fuld af dårlige linjer og dårlig læsning". I januar 2011 blev det annonceret at Eastwood var i forhandlinger om at instruere Beyoncé Knowles i en tredje genindspilning af A Star Is Born fra 1937; men projektet blev forsinket pga. Beyoncés graviditet. Eastwood medvirkede herefter i baseballdramaet Trouble with the Curve i 2012, som en veterantalentspejder, der rejser med sine døtre på en sidste talentjagt. Robert Lorenz, som arbejdede med Eastwood som assisterende instruktør på adskillige film, instruerede filmen.
"Alle undrer sig over, hvorfor jeg gad fortsætte med at arbejde her. Jeg fortsatte med at arbejde, fordi der altid var nye historier. ... Og så længe folk vil have mig til at fortælle dem, så vil jeg være der for dem."
Under Super Bowl XLVI var Eastwood speaker på en reklame for Chrysler med titlen "It's Halftime in America", der blev sendt i kampens pause. Reklamen blev kritiseret af adskillige republikanere, der hævdede at reklamen indikerede, at præsident Barack Obama fortjente endnu en valgperiode. Som modsvar til kritikken udtalte Eastwood, at "Jeg er bestemt ikke politisk tilknyttet hr. Obama. Det var ment som et budskab om jobvækst og ånden i Amerika."
Eastwood instruerede herefter Jersey Boys, der var en musikalsk biografi, baseret på den Tony Award-vindende musical Jersey Boys. Filmen fortalte historien om musikgruppen The Four Seasons og havde premiere 20. juni 2014.
Eastwood instruerede American Sniper, en filmatisering af Chris Kyles erindringsbog af samme navn, efter at Steven Spielberg havde forladt projektet. Filmen havde premiere 25. december 2014. American Sniper indspillede mere end $350 millioner i USA og over $547 millioner på verdensplan, hvilket gør den til en af Eastwoods største kommercielle filmsucceser. I 2018 spillede han for første gang siden Gran Torino fra 2008 hovedrollen i en film, han selv havde instrueret.

## Filmografi
Eastwood har spillet hovedrollen i to film-serier: som Manden uden navn i Dollars-trilogien og som Harry Callahan i Dirty Harry-serien. Andre notable roller tæller Josey Wales i Øje for øje, den fremmede i En fremmed uden navn, Preacher i Pale Rider, William Munny i De nådesløse, Frankie Dunn i Million Dollar Baby og Walt Kowalski i Gran Torino.
Han har instrueret 38 film, blandt disse de to Oscarvindere De nådesløse og Million Dollar Baby

## Priser og nomineringer
Clint Eastwood er den ene af blot to personer, som er blevet nomineret to gange til prisen for Best Actor og Best Director for samme film (Unforgiven og Million Dollar Baby), hvor den anden er Warren Beatty (Heaven Can Wait og Reds). Sammen med Beatty, Robert Redford, Richard Attenborough, Kevin Costner og Mel Gibson er han en af de få instruktører, der er bedst kendt som skuespiller, der har modtaget en Academy Award som instruktør. Den 27. februar 2005, i en alder af 74, blev han den en af i alt tre levende instruktører der har instrueret to film, der har vundet prisen for Best Picture (de andre to er Miloš Forman og Francis Ford Coppola).

## Musik
Eastwood er autodidakt som musiker, pianist og komponist. Han har haft en meget stærk lidenskab for musik hele sit liv, især for jazz, blues og country & western musik.. Hans favoritmusikere omfatter saxofonisterne Charlie Parker og Lester Young, pianisterne Thelonious Monk, Oscar Peterson, Dave Brubeck og Fats Waller samt delta bluesguitaristen Robert Johnson. Hans store kendskab til jazz og blues fik ham til at instruere en biografisk film om saxofonisten Charlie Parker og et enkelt afsnit af Martin Scorseses dokumentarserie om bluesmusik, hvor Eastwoods bidrag var om pianisterne indenfor blues.
Han startede sit professionelle arbejde med musik på albummet Cowboy Favorites i 1959. Dette album inkluderede nogle klassikere, så som Bob Wills' "San Antonio Rose" og Cole Porters "Don't Fence Me In". Selv om han forsøgte at fremme albummets salgstal ved at tage på turné, nåede den ikke Billboard Hot 100. I pauserne under indspilningerne til Rawhide tog Eastwood og Paul Brinegar—i nogle tilfælde assisteret af Sheb Wooley— på turné ved rodeostævner og festivals. I 1962 indtjente deres Amusement Business Cavalcade of Fairs, så meget som $15.000 for hver optræden. Alligevel sagde Cameo producer Kal Mann i 1963 til Eastwood, at "han aldrig ville blive til noget stort som sanger".
Eastwood etablerede i 1995 sit eget pladeselskab Malpaso Records, hvis aktiviteter indgår I Malpasos aftaler med Warner Bros. Records. Denne aftale blev fortsat uændret, da Warner Music Group blev solgt til en gruppe private investorer. Malpaso har udgivet alle musikalske udgivelser fra Eastwood' film siden The Bridges of Madison County. Det har ligeledes udgivet et album fra en i 1996 indspillet jazzkoncert med titlen Eastwood after Hours—Live at Carnegie Hall. Eastwood skrev sammen med Linda Thompson-Jenner og Carole Bayer Sager en ny version af "Why Should I Care", som blev indspillet af Diana Krall til filmen True Crime, ligesom nummeret var med på Kralls album When I Look in Your Eyes fra 1999.
Eastwood har komponeret filmmusikken til Mystic River, Million Dollar Baby, Flags of Our Fathers, Grace Is Gone, Changeling, Hereafter, J. Edgar samt den originale pianokomposition til Lige på kornet, ligesom han skrev og fremførte sangen, der høres under slutteksterne til Gran Torino.
Eastwood blev tildelt hæderstitlen Doctor of Music af Berklee College of Music ved Monterey Jazz Festival. Ved modtagelsen i september 2007 holdt han en tale, hvor han erklærede, at denne titel er ”en af de største æresbevisninger, man kan opnå i sit liv”.

## Politisk engagement
Eastwood registrerede sig første gang som republikaner med henblik på at stemme på Dwight D. Eisenhower i det amerikanske præsidentvalg i 1952. Som modstander af USA’s engagement i Koreakrigen (1950–1953) og Vietnamkrigen (1964–1975) samt krigene i Afghanistan (2001-) og Irakkrigen (2003–2011) med det argument, at USA ikke burde spille rollen som global politistyrke, kan han dog ikke rubriceres som en typisk republikaner.
Eastwood var passiv støtte til Richard Nixons kampagner i 1968 og 1972. Han kritiserede dog samtidig Nixons handlinger i Vietnamkrigen og senere hans moral i forbindelse med Watergateskandalen. Han har ofte beskrevet sig selv som libertær i interviews. I foråret 1999 udtalte han til Premiere, at "jeg tror, at jeg med hensyn til kultur var liberal og med hensyn til skatter var konservativ, før disse holdninger blev populære." I 2009 udtalte Eastwood, at han havde registreret sig som vælger til USA's libertarianske parti.
Ved visse lejligheder har han støttet Demokraterne i Californien, blandt andre den liberale og erhvervsinteresserede Sam Farr i 2002. Eastwood gav således $1.000 til Farrs succesfulde kampagne, ligesom han den 23. maj 2003 forærede $5.000 til Californiens demokratiske guvernør, Gray Davis. 
Generelt har Eastwood udtalt sig som fortaler for mindre indblanding fra forbundsregeringen i både økonomiske spørgsmål og i emner, der handler om privatlivets fred. På den anden side har han været fortaler for arbejdsløshedsforsikring, miljøforanstaltninger, alternativ energi og våbenkontrol, kvinders ligestilling samt kvinders ret til at vælge abort. Han har offentligt støttet homoseksuelles ret til at gifte sig med det argument, at alle skal have ret til at leve det liv, de ønsker, hvis det ikke generer andres liv.  I et interview med GQmagazine kritiserede Eastwood republikanerne for deres modstand mod homoseksuelle ægteskaber med udtalelsen:
"Hvad skal jeg sige om disse mennesker, der gør et stort nummer ud af homoseksuelle ægteskaber? Jeg giver ikke en skid for dem, der kritiserer folk, der vil indgå ægteskab med andre! Hvorfor ikke? Fordi disse mennesker gør et stort nummer ud af ting, vi ikke burde blande os i. De råber op om forhold, som ingen bør blande sig i. De himler op om alt dette "bullshit" om "anstændighed" — lad mig ikke høre mere om dette anstændighedsvrøvl! Lad dog alle få chancen for at leve det liv, de selv ønsker."
Eastwood har ligeledes støttet kampagnerne for større våbenkontrol, blandt andet med følgende argumentation: "Jeg har altid argumenteret for en vis grad af våbenkontrol. Jeg er sikker på, at det er meget vigtigt, at våben ikke ender i de forkerte hænder. Det er meget vigtigt at sørge for, at de ikke ender hos desperate mennesker eller de tosser, som kan gå amok med dem."
I 1995 satte Eastwood yderligere spørgsmålstegn ved brugen af våben, der kan dræbe. Den berømte tv-vært og klummeskriver Larry King skrev i en spalte i ‘’USA Today” den 22. maj 1995: "Mit interview med Eastwood vil blive vist i 'Larry King Weekend' ... Jeg spurgte ham om NRA og våbenkontrol, hvorpå han svarede, at selv om mange mennesker tror, at han er tilhænger af fri våbentilladelse, har han altid været fortaler for våbenkontrol."
I valgkampen om præsidentposten i 2008 erklærede Eastwood, at han ville stemme på John McCain, som han havde kendt siden 1973. Efter valget af Barack Obama udtalte Eastwood: "Obama er nu min præsident, og jeg ønsker ham derfor alt det bedste, fordi det vil være en fordel for os alle."
I valgkampen om præsidentposten i 2012 talte til fordel for Mitt Romney ved det republikanske partikonvent. Eastwood ankom uventet til det republikanske partis konvent, hvor han holdt en tale, som var berammet til fem minutter.
Eastwood talte imidlertid i 12 minutter, hvor han benyttede det meste af sin taletid på at skælde ud på en tom stol, der repræsenterede præsident Barack Obama.

### Borgmesterposten i Carmel
Eastwood havde stor succes, første gang han aktivt gik ind i politik.Han blev valgt som borgmester i april 1986 i Carmel-by-the-Sea, Californien (befolkningstal ca. 4.000), en lille, men velhavende by med fortrinsvis berømtheder som indbyggere. Byen ligger ved Montereyhalvøen. Den 30. januar 1986 havde Eastwood afleveret 30 underskrifter (10 mere end minimumskravet for opstilling) med støtte til hans kandidatur. I sin kampagne fokuserede Eastwood på at afskaffe "ice cream cone law", en forordning, der begrænsede salget af fast-food på gaderne, herunder isvafler. Eastwood brugte mere end 40.000$ på sin valgkamp, selv om lønnen var 200$ om ugen. Da det var officielt, at Eastwood havde vundet borgmesterposten, ringede præsident Ronald Reagan til ham og lykønskede ham med en joke, "Hvad foretager en skuespiller, som engang optrådte i en film sammen med en abe sig i politik?", hvilket både refererer til Eastwoods rolle i  Bankekød til slemme drenge og til Reagans rolle i Bedtime for Bonzo. I de to år, han besad posten, lod han Sue Hutchinson, som havde stået i spidsen for sin valgkamp, tage sig af de rutinemæssige pligter, når han selv var engageret i filmprojekter.

## Privatliv
Eastwood opvækst var præget af, at hans far ofte måtte skifte job under den økonomiske krise i 1930'erne, hvor det var vanskeligt at få et fast job.. Fra 1934, da Clint jr. blot var fire år gammel, begyndte familien et liv som omrejsende til de steder, hvor der var mulighed for at få tilfældigt arbejde. Familien, der også omfattede den nyfødte Jeanne, boede i campingvogn, og Clint gik i skole mange forskellige steder. Først i 1939 fik familien et mere permanent opholdssted, således at Clint fik en plads på en "junior highschool". Clint var mest interesseret i sport og musik, og han fuldførte gymnasiet uden at have tilstrækkeligt gode karakterer til at få adgang til universitetet. Derfor blev han indkaldt til militærtjeneste i foråret 1951 med udsigt til at skulle aftjene denne i Koreakrigen.
Det lykkedes ham at få et hverv som livredder på Fort Ord, således at han både undgik udsendelse og samtidig mødte en række unge skuespillere, blandt andre David Janssen. Janssen gjorde ham interesseret i film, ligesom de sammen med andre fra basen ofte gik i byen og drak sig fulde eller gik hjem med tilfældige piger, de havde mødt. I efteråret 1951 var han med fly på vej hjem fra orlov, da flyet styrtede ned i havet. Piloten og Eastwood reddede sig i land ved at svømme ind til kysten. Den lokale presse udråbte ham som en helt, fordi han havde reddet pilotens liv, således at han forlod tjenesten ved militæret med et offentligt heltestempel. Kort inden han blev hjemsendt, mødte han Maggie Johnson på en blind date. De indgik ægteskab med hinanden den 19. december 1953, seks måneder efter at de havde mødt hinanden. Imidlertid forløb ægteskabet ikke uden kontroverser, hvilket blandt andet gav sig udtryk i, at Eastwood selv udtalte, at han havde giftet sig i en for ung alder (som 23-årig). Ti år senere havde han, efter en separationsbegæring fra Johnson, en affære med danseren og stuntkvinden Roxanne Tunis (som også var gift, men separeret). Affæren gav ham sit første barn, Kimber Eastwood (født Kimber Tunis den 17. juni 1964). Dette forhold blev dog hemmeligholdt indtil juli 1989, hvor National Enquirer afslørede affæren. Eastwood og Johnson fik to børn sammen efter at være blevet genforenet: Kyle Eastwood (født 19. maj 1968) og Alison Eastwood (født 22. maj 1972). Johnson gik til retten med et krav om separation i 1978, begrundet i at ægteskabet havde været anstrengt i en længere periode, men den officielle skilsmisse blev først bevilget i maj 1984. Johnson fik ved skilsmissen en kontant udbetaling på 25 millioner dollars.
Eastwood indledte et forhold til skuespillerinden Sondra Locke i efteråret 1975 under indspilningen af Øje for øje. De boede sammen på “deltid” i næsten 14 år, selv om Locke forblev gift med sin homoseksuelle ægtemand, Gordon Anderson. Eastwood var en nær ven af Gordon Anderson og købte et hus i Crescent Heights Boulevard i West Hollywood til Anderson og hans boyfriend. I slutningen af 1970'erne gennemgik Locke to aborter og en sterilisering, fordi Eastwood var af den opfattelse, at deres livsstil ikke var egnet til at omfatte børn. Eastwood og Locke indspillede fem film sammen, inden deres forhold gik i opløsning i slutningen af 1980'erne. Da Eastwood opdagede, at Locke prøvede at smide hans hjemmeboende søn, Kyle, ud af huset, samtidig med, at hun havde kontaktet en advokat, krævede han at hun skulle forlade huset den 3. april 1989. Hun nægtede, hvorefter Eastwood den 10. april 1989, mens Locke var på arbejde med en filmoptagelse, fik ændret låsene i deres fælles hjem og samtidig fik hendes ejendele anbragt i en container. Locke besvarede denne handling med at anlægge en retssag mod Eastwood, som hun anklagede for bedrageri, idet han angiveligt skulle have lavet en aftale med Warner Bros. om at udelukke hende fra filmkontrakter, hun havde indgået med selskabet. I 1996 indgik Eastwood et forlig om at udbetale en erstatning, få minutter før juryen skulle afgive sin kendelse, antageligt i erkendelse af, at hun ville vinde sagen.
I løbet af de sidste tre år af samlivet med Locke blev Eastwood I al hemmelighed far til to børn, som Jacelyn Reeves fødte: Scott Eastwood (født Scott Reeves; 21. marts 1986) og Kathryn Eastwood (født Kathryn Reeves; 2. februar 1988). Fødselsattesterne angav “ukendt far”. Forholdet blev omtalt I Star i 1990, men først mere end ti år senere omtalt i de traditionelle medier.
I 1990 flyttede Eastwood sammen med skuespilleren Frances Fisher, som han havde lært at kende under optagelserne til Pink Cadillac i 1988. De spillede begge med i De nådesløse og fik sammen en datter Francesca Eastwood (født Francesca Fisher-Eastwood; 7. august , 1993). Eastwood og Fisher brød deres forhold i 1995, men forblev på venskabelig fod og arbejdede senere sammen i filmenTrue Crime i 1999.
Eastwood blev i 1993 interviewet af Dina Ruiz til en tv-udsendelse, hvorefter de indledte et forhold. De blev gift den 31. marts 1996, hvor Eastwood overraskede sin brud med en privat ceremoni i Shadow Creek Golf Course i Las Vegas. Parret har en datter, Morgan Eastwood (født 12. december, 1996). 
I august 2013 meddelte Dina Eastwood, at hun og Clint havde levet adskilt i et ikke nærmere angivet tidsrum. Den 23. oktober 2013 begærede hun skilsmisse og krævede forældremyndigheden over deres sekstenårige datter, Morgan, samt en ikke angivet sum i bidrag. Den 23. december 2014 blev skilsmissen stadfæstet ved dom.

### Livsstil
Eastwood har selv været yderst diskret om sine private forhold, og de fleste af oplysningerne om hans private forhold er leveret af andre kilder. Således var der flere kilder, som ikke var klar over hans faderskab til Frances Fishers børn, da han ægtede Dina Eastwood. Selv om han er storryger i flere af sine film, har han hele sit liv været ikke-ryger. Han har også praktiseret fitness, siden han var teenager, ligesom han altid har indtaget sund kost og dagligt udøvet Transcendental Meditation.
Han etablerede en "old English"-inspireret pub ved navn The Hog's Breath Inn i Carmel-by-the-Sea, Californien i 1971. Eastwood solgte pubben, men ejer stadig et missionshotel og en restaurant i Carmel-by-the-Sea.
Han er en ivrig golfspiller og ejer Tehàma Golf Club.I 1990'erne spillet han golf turneringen AT&T Pebble Beach National Pro-Am sammen med sin ven den amerikanske sanger John Denver og flere andre kendte på Spyglass Hill Golf Course i Pebble Beach i Californien. 
I 1980'erne var han med i John Denver Celebrity Pro Am Ski senere John Denver Celebrity Ski Classic som hans ven den amerikanske sanger John Denver var vært for. Det foregik på Heavenly Mountain Resort ved Lake Tahoe i Californien, hvor kendte sanger og skuespiller skulle dyste mod professionelle skiløber. 
Eastwood har certifikat som pilot og flyver ofte selv sin egen helikopter til sit studie for at undgå trafikpropper.

### Danske udgivelser
- Eliot, Marc (2010). Clint Eastwood. København: Nyt Nordisk Forlag/ Arnold Busck. ISBN 978-87-17-04147-0. {{cite book}}: Tjek |isbn=: checksum (hjælp)
- Richard Schickel (1998):Clint Eastwood : en biografi. Bind 1-2

### Engelske udgivelser
- Baker, Brian (2006). Masculinity in Fiction and Film: Representing Men in Popular Genres, 1945–2000. Continuum International Publishing Group. ISBN 978-0-8264-8652-3.
- Baldwin, Louis (1999). Turning Points: Pivotal Moments in the Careers of 83 Famous Figures. McFarland. ISBN 978-0-7864-0626-5.
- Canby, Vincent; Maslin, Janet; Nichols, Peter (1999). The New York Times Guide to the Best 1000 Movies Ever Made. New York: Times Books. ISBN 0-8129-3001-0.{{cite book}}:  CS1-vedligeholdelse: Flere navne: authors list (link)
- Cardullo, Bert (2010). Screen Writings: Genres, Classics, and Aesthetics. Anthem Press. ISBN 978-1-84331-837-8.
- Eliot, Marc (2009). American Rebel: The Life of Clint Eastwood. New York: Harmony Books. ISBN 978-0-307-33688-0.
- Emery, Robert J. (2003). The Directors: Take 3. Allworth Press. ISBN 1-58115-245-0.
- Fischer, Lucy; Landy, Marcia; Smith, Paul (2004). Stars: The Film Reader: Action Movie Hysteria of Eastwood Bound. London: Routledge. ISBN 0-415-27893-7.{{cite book}}:  CS1-vedligeholdelse: Flere navne: authors list (link)
- Fitzgerald, Michael G.; Magers, Boyd (2002). Ladies of the Western: Interviews With Fifty-One More Actresses from the Silent Era to the Television Westerns of the 1950s and 1960s. Jefferson, N.C.: McFarland. ISBN 0-7864-1140-6.{{cite book}}:  CS1-vedligeholdelse: Flere navne: authors list (link)
- Frank, Alan (1982). Clint Eastwood: Screen Greats. New York: Exeter. ISBN 0-89673-135-9.
- Frayling, Christopher (1992). Clint Eastwood. London: Virgin. ISBN 0-86369-307-5.
- Gallafent, Edward (1994). Clint Eastwood. New York: Continuum. ISBN 0-8264-0665-3.
- Hughes, Howard (2009). Aim for the Heart. London: I.B. Tauris. ISBN 978-1-84511-902-7.
- Johnston, Robert K. (2007). Reframing Theology and Film: New Focus for an Emerging Discipline. Baker Academic. ISBN 978-0-8010-3240-0.
- Kapsis, Robert E.; Coblentz, Kathie, red. (1999). Clint Eastwood: Interviews. Jackson: University Press of Mississippi. ISBN 1-57806-070-2.
- Kitses, Jim (2004). Horizons West. British Film Institute. ISBN 1-84457-050-9.
- Lichtenfeld, Eric (2007). Action Speaks Louder. Middletown, Connecticut: Wesleyan University Press. ISBN 0-8195-6801-5.
- Lloyd, Ann; Robinson, David (1987). The Illustrated History of the Cinema. New York: Macmillan. ISBN 0-02-919241-2.{{cite book}}:  CS1-vedligeholdelse: Flere navne: authors list (link)
- Mathijs, Ernest; Mendik, Xavier (7. juli 2004). Alternative Europe: Eurotrash and Exploitation Cinema Since 1945. Wallflower Press. ISBN 978-1-903364-93-2.
- McGilligan, Patrick (2015). Clint: The Life and Legend (updated and revised). New York: OR Books. ISBN 978-1-939293-96-1.
- Mercer, Jane (1975). Great Lovers of the Movies. New York: Crescent Books. ISBN 0-517-13126-9.
- Munn, Michael (1992). Clint Eastwood: Hollywood's Loner. London: Robson. ISBN 978-0-86051-790-0.
- Oates, Bob (1976). Celebrating the Dawn: Maharishi Mahesh Yogi and the TM Technique. New York: Putnam. ISBN 0-399-11815-2.
- O'Brien, Daniel (1996). Clint Eastwood: Film-Maker. London: B. T. Batsford. ISBN 0-7134-7839-X.
- Ivy Press (1. november 2005). Heritage Vintage Movie Poster Signature Auction 2005 Catalog #624. Heritage Capital Corporation. ISBN 978-1-59967-004-1.
- Roberts, James B.; Skutt, Alexander (2006). The Boxing Register: International Boxing Hall of Fame Official Record Book. Ithaca, N.Y.: McBooks Press. ISBN 1-59013-121-5.{{cite book}}:  CS1-vedligeholdelse: Flere navne: authors list (link)
- Rogin, Michael Paul (1988). Ronald Reagan, the Movie and Other Episodes in Political Demonology. University of California Press. ISBN 978-0-520-06469-0.
- Schickel, Richard (1996). Clint Eastwood: A Biography. New York: Knopf. ISBN 978-0-679-42974-6.
- Slocum, J. David (2001). Violence and American Cinema. AFI film readers. New York: Routledge. ISBN 0-415-92810-9.
- Smith, Paul (1993). Clint Eastwood: A Cultural Production: Volume 8 of American Culture. Minneapolis: University of Minnesota Press. ISBN 0-8166-1960-3.
- Stillman, Deanne (1981). Getting Back at Dad. Wideview Books. ISBN 978-0-87223-725-4.
- Sweeney, Patrick (13. december 2004). The Gun Digest Book of Smith & Wesson. Gun Digest Books. ISBN 978-0-87349-792-3.
- Verlhac, Pierre-Henri; Bogdanovich, Peter (1. september 2008). Clint Eastwood: A Life in Pictures. Chronicle Books. ISBN 978-0-8118-6154-0.
- Zmijewsky, Boris; Lee Pfeiffer (1982). The Films of Clint Eastwood. Secaucus, New Jersey: Citadel Press. ISBN 0-8065-0863-9.